# Horst Effertz
Horst Effertz (ur. 4 sierpnia 1938 w Düsseldorfie) – niemiecki wioślarz reprezentujący RFN, mistrz olimpijski.

## Kariera
Wystąpił na igrzyskach olimpijskich w Rzymie w 1960, gdzie Wspólna Reprezentacja Niemiec w składzie: Gerd Cintl, Horst Effertz, Klaus Riekemann, Jürgen Litz i Michael Obst (sternik) zdobyła złoty medal w czwórkach ze sternikiem. W finale o 2,50 sekundy wyprzedzili Francuzów i o 4,60 sekundy Włochów. Na rozgrywanych cztery lata później igrzyskach olimpijskich w Tokio startował w czwórkach bez sternika, zajmując szóste miejsce. 
W czwórce ze sternikiem zdobył też złoty medal na mistrzostwach Europy w Mâcon (1959). Ponadto zdobył złoto w czwórkach bez sternika na mistrzostwach Europy w Amsterdamie (1964) oraz srebrny w dwójkach bez sternika na mistrzostwach Europy w Poznaniu (1958).
Zdobywał mistrzostwo kraju w dwójkach bez sternika i dwójkach ze sternikiem w 1958 oraz w czwórkach ze sternikiem w 1959 i 1964. Odznaczony Srebrnym Liściem Laurowym.